# Helene Nardini
Helene Nardini (Pistoia, 6 luglio 1971) è un'attrice italiana di padre italiano e madre francese.

## Biografia
Figlia dell'artista toscano Galeazzo Nardini, si forma professionalmente presso l'Accademia nazionale d'arte drammatica, dove nel 1998 consegue il diploma. Inoltre frequenta vari laboratori di recitazione. Inizia a lavorare nel 1996 in teatro; nello stesso anno debutta in televisione e l'anno successivo sul grande schermo con il film Fratelli coltelli, regia di Maurizio Ponzi.
Diventa nota grazie al ruolo di Eleonora Palladini interpretato, dalla puntata 1199 del febbraio 2002 alla numero 2011 del novembre 2005, nella soap opera di Rai 3 Un posto al sole.
Tra le altre numerose fiction televisive in cui ha lavorato, si ricordano: la soap opera prodotta dalla Rai Incantesimo 3 (2000), e le miniserie televisive Noi, regia di Peter Exacoustos, trasmessa da Canale 5 nel 2004, L'amore e la guerra, regia di Giacomo Campiotti, e Donna detective, regia di Cinzia TH Torrini, queste ultime in onda nel 2007, rispettivamente su Canale 5 e Rai Uno.
Nel 2008 torna sul piccolo schermo con la miniserie Fidati di me, regia di Gianni Lepre, e il film TV Le ali, regia di Andrea Porporati, entrambe in onda su Rai Uno. Interpreta anche la parte di Marisa Mandelli nelle prime due stagioni della serie televisiva Il paradiso delle signore.

## Filmografia

### Cinema
- Fratelli coltelli, regia di Maurizio Ponzi (1997)
- Sulla spiaggia e di là dal molo, regia di Giovanni Fago (2000)
- Penso che un sogno così, regia di Marco De Luca (2008)
- Sono un pirata, sono un signore, regia di Eduardo Tartaglia (2012)
- Just, regia di Danilo Greco (2019)
- La tana, regia di Beatrice Baldacci (2021)

### Televisione
- In nome della famiglia, regia di Vincenzo Verdecchi – soap opera (1997)
- Incantesimo 3, regia di Alessandro Cane e Tomaso Sherman – soap opera (2000)
- Per amore per vendetta, regia di Mario Caiano – miniserie TV (2001)
- Don Matteo – serie TV, (2002, 2016)
- Per amore, regia di Maria Carmela Cicinnati e Peter Exacoustos – miniserie TV (2002)
- Carabinieri – serie TV (2002)
- Il commissario – serie TV, episodio 1x01 (2002)
- Un posto al sole – soap opera (2002-2005)
- Noi, regia di Peter Exacoustos – miniserie TV (2004)
- Orgoglio - capitolo secondo – serie TV (2005)
- Donna detective – serie TV (2007)
- L'amore e la guerra, regia di Giacomo Campiotti – miniserie TV (2007)
- Le ali, regia di Andrea Porporati – film TV (2008)
- Fidati di me, regia di Gianni Lepre – miniserie TV (2008)
- Terapia d'urgenza – serie TV, episodio 1x12 (2009)
- Donna Detective 2 – serie TV (2010)
- I liceali 3 – serie TV (2011)
- Il paradiso delle signore – serie TV (2015-2017)
- Raul Gardini, regia di Francesco Miccichè – docufilm (2023)
- Màkari – serie TV, episodio 3x02 (2024)